# SAR-Klasse 25
Die Klasse 25 der South African Railways (SAR) ist eine Dampflokomotive mit Kondensationseinrichtung, die leistungsfähigste und am längsten eingesetzte Lokomotive dieser Bauart. Die Baureihe wurde auch als Klasse 25 NC (Non Condensing, ohne Kondensationseinrichtung) geliefert.

## Entwicklung und Versuche

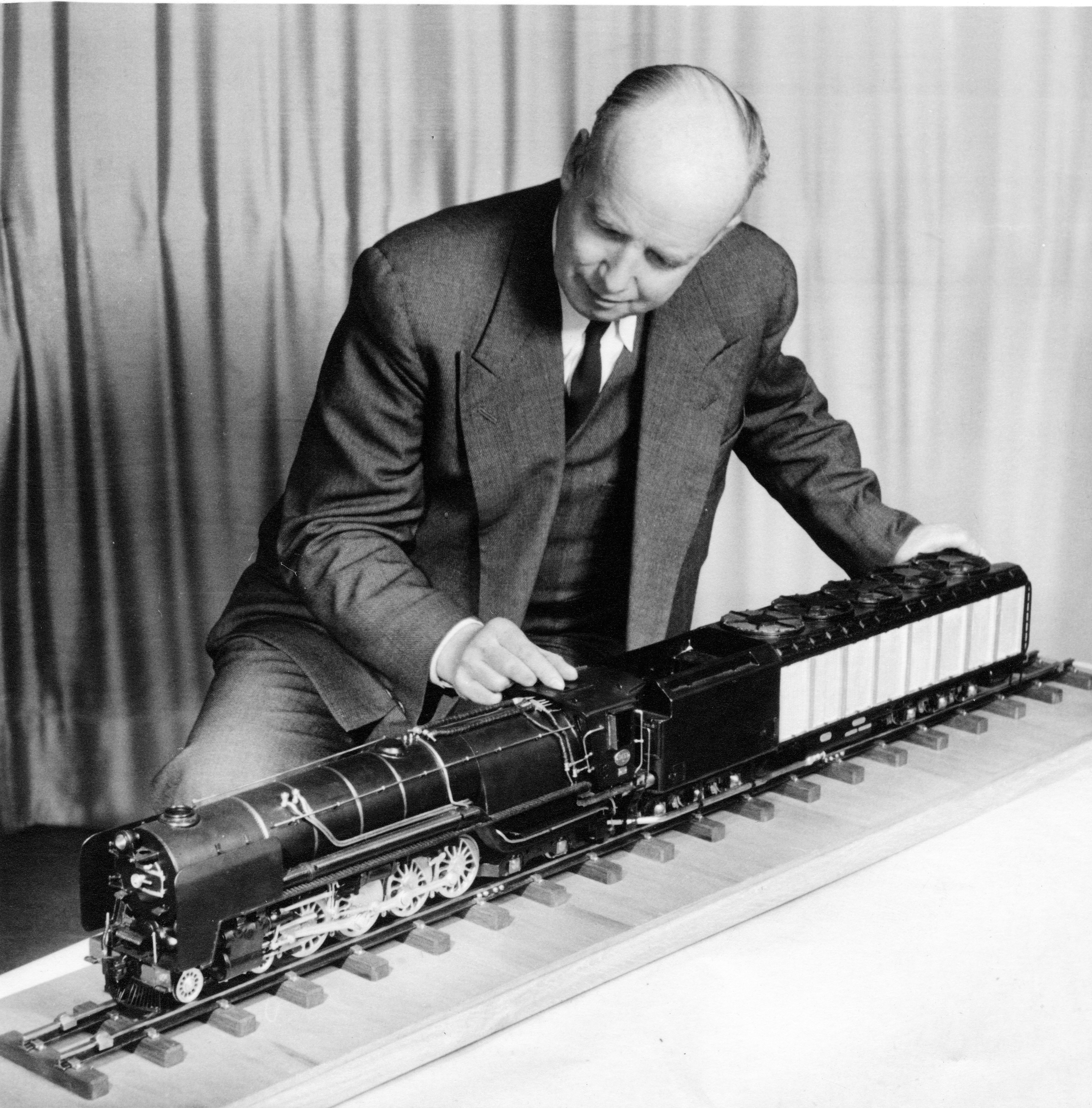
Konstrukteur Richard Roosen mit einem Modell der von ihm entworfenen Klasse 25 (1953)

Auf den langen Strecken durch die Karoo, eine Halbwüste im Hochland Südafrikas, war der Wasserverbrauch der Lokomotiven ein großes Problem. Teilweise musste das Wasser mit Kesselwagenzügen zu den Versorgungsstellen gebracht werden, so dass in besonders trockenen Jahren mehr Wasserzüge als Güterzüge verkehrten.
Schon vor dem Zweiten Weltkrieg wurde die SAR auf die von Richard Roosen konstruierten und von Henschel & Sohn gebauten Kondensationslokomotiven für Argentinien, den Irak und die Sowjetunion aufmerksam. Diese Technik, die den Wasserverbrauch um bis zu 90 % senken konnte, hätte das Problem lösen können.
Erst nach dem Krieg konnte die Idee weiterverfolgt werden und Henschel lieferte 1950 den ersten Versuchstender. Es handelte sich um den Umbau eines noch vorhandenen Kondenstenders 3’2’T16 einer Kriegslokomotive der Baureihe 52 der Deutschen Reichsbahn. Der Tender wurde verlängert, um ihn an die höhere Leistung und die höheren Temperaturen in Südafrika anzupassen. Ebenso musste dem geringeren Luftdruck in der Karoo mit Höhen von 600 bis 1300 m über dem Meeresspiegel Rechnung getragen werden. Außerdem erhielt er zwei dreiachsige Drehgestelle in Kapspur, geänderte Kupplungen und eine Saugluftbremse als Anpassung an die SAR. 
Der Kondenstender war für das von der SAR selber gebaute Einzelstück der Klasse 20 vorgesehen, eine 1’E1’-Lokomotive, konnte aber auch mit den Lokomotiven der Klassen 19D und 24 gekuppelt werden. Die Versuche verliefen erfolgreich; die Lokomotive hatte unter günstigen Bedingungen eine Reichweite von mehr als 1000 km und es traten keine größeren technischen Probleme auf.

## Bau und Lieferung

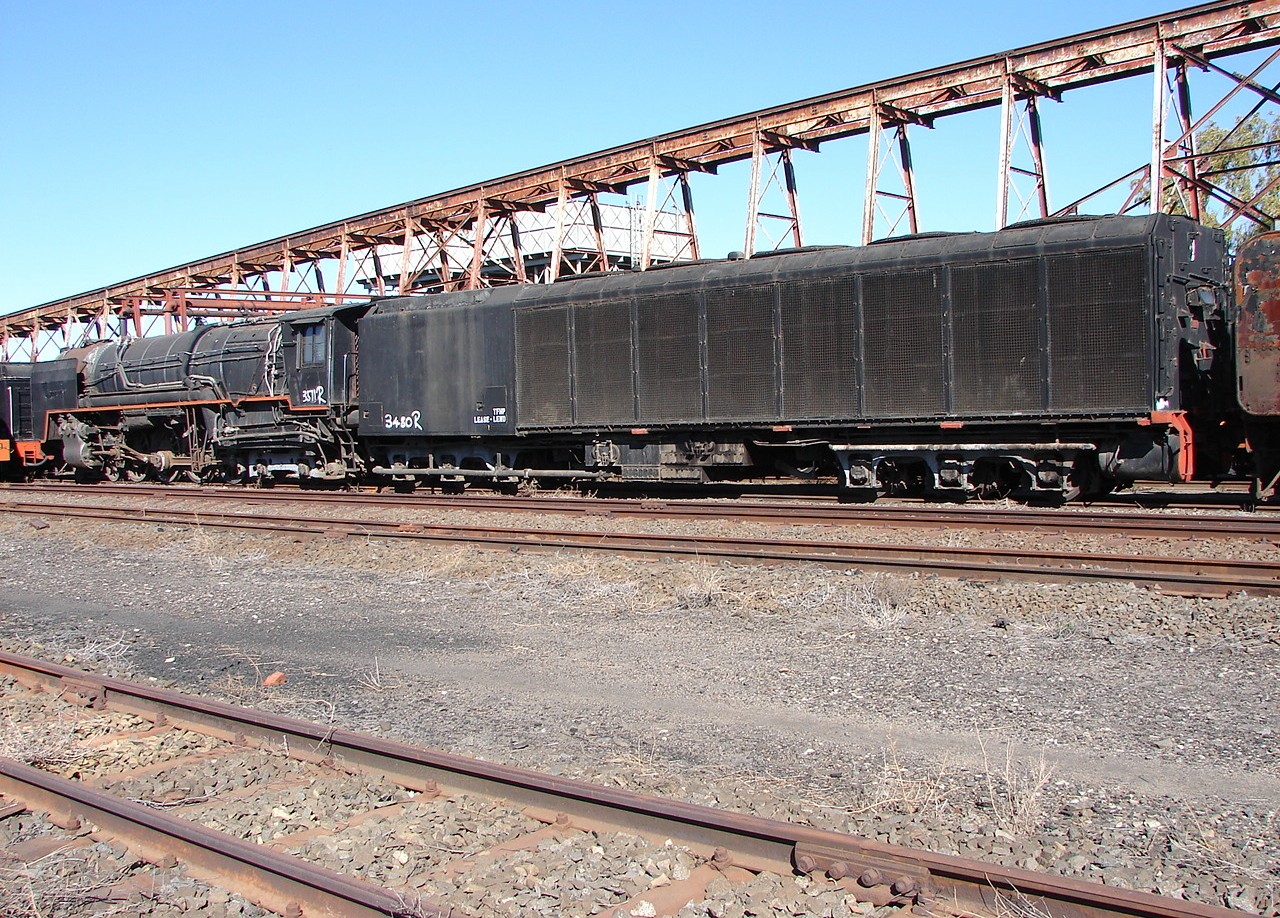
Kondenstender Typ CZ der Klasse 25

Die SAR bestellte daraufhin 90 Lokomotiven der Klasse 25 nach dem Entwurf von L.C. Grubb, Chief Mechanical Engineer, wobei die Teile für den Kondensationsbetrieb der Lokomotive und der Kondenstender der Bauart CZ von Henschel & Sohn konstruiert wurden, die auch die erste komplette Lokomotive bauten, die nach der Erprobung in Kassel zur North British Locomotive Company (NBL) nach Glasgow verschifft wurde, wo die restlichen 89 Lokomotiven gebaut wurden. Die Auslieferung erfolgte in den Jahren 1953 bis 1954, die Lokomotiven erhielten die Betriebsnummern  3451 bis 3540. Neben der ersten Lokomotive baute Henschel 60 Kondenstender und vier Ersatzkessel für die Baureihen 25 und 25 NC. Die letzten 29 Kondenstender baute die NBL selbst. Ein letzter Kondenstender mit der Nummer 3541 wurde 1963 von den Salt River Shops der SAR in Kapstadt auf einem von Henschel mit der ursprünglichen Bestellung gelieferten Ersatzrahmen gebaut. 

Von 1953 bis 1955 lieferte NBL 11 und Henschel 39 Lokomotiven der Klasse 25 NC ohne Kondensationseinrichtung. Sie erhielten die Betriebsnummern 3401 bis 3450. Bei der SAR wurden die Betriebsnummern bis zum Bau der Elektrolokomotiven 7E nur einmal vergeben und hatten somit einen festen Bezug zur Baureihe.  

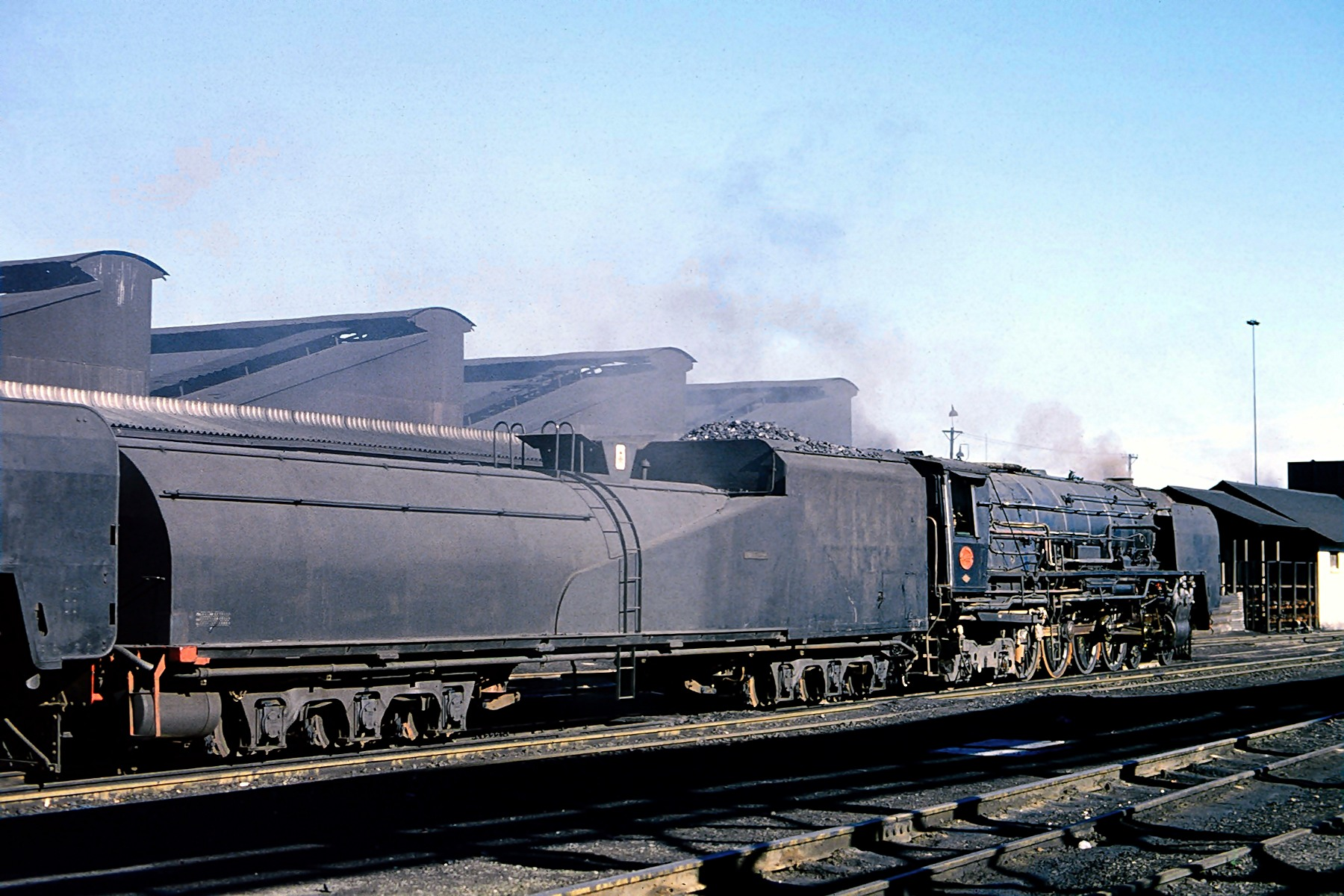
25 NC Nr. 3465 mit Tender Typ EW2 im Lokomotivdepot De Aar (1979)

## Betriebseinsatz
Die Klasse 25 wurde hauptsächlich auf dem durch die Karoo führenden Abschnitt Touwsriver–Beaufort West–De Aar der Hauptstrecke Kapstadt–Johannesburg eingesetzt, wo sie den gesamten Güter- und Personenverkehr übernahm. Nach der Elektrifizierung des Abschnitts Touwsriver–Beaufort West im Jahre 1961 wurden die frei gewordenen Lokomotiven auf den Strecken De Aar–Kimberley, Kimberley–Bloemfontein und auf der Manganerzbahn Kimberley–Sishen–Hotazel in der Kalahari eingesetzt.

## Umbau

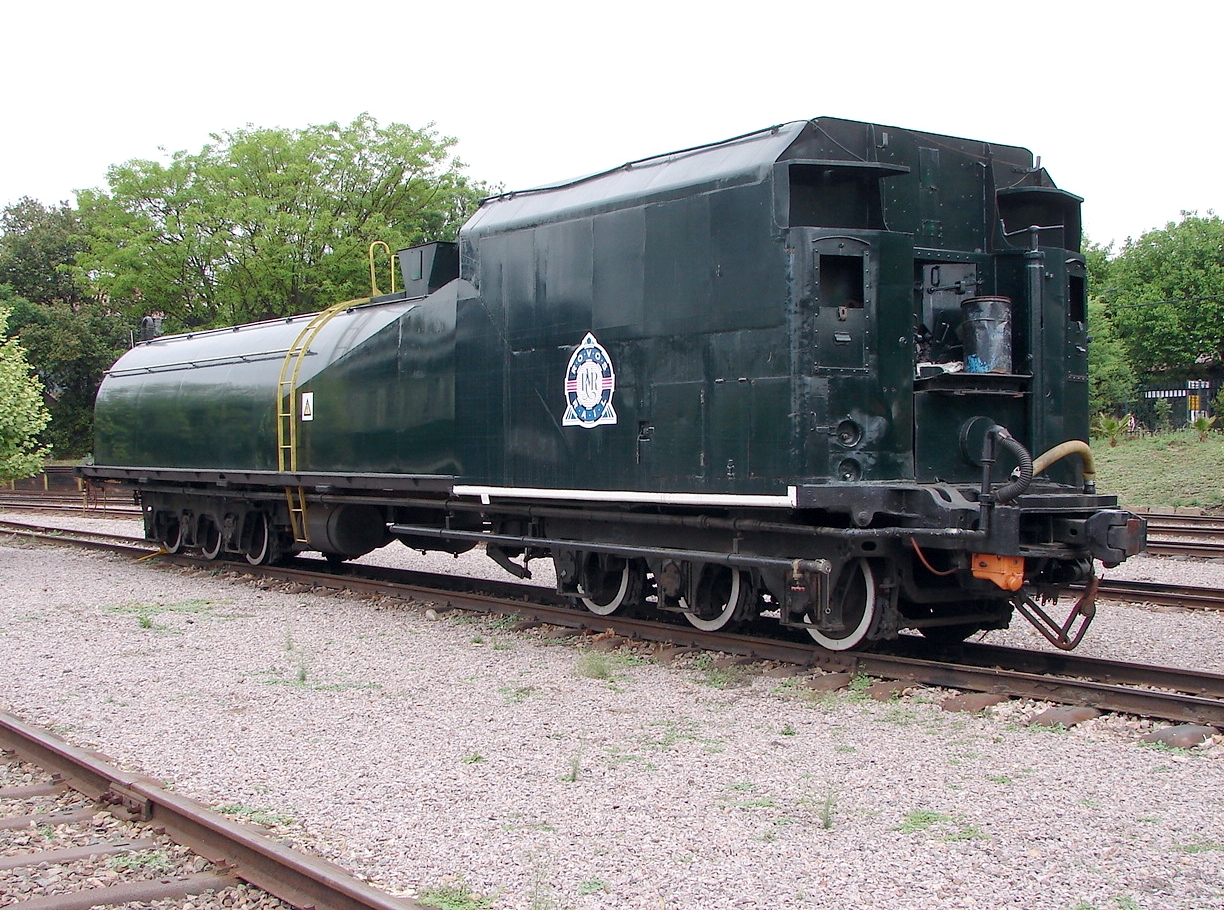
Tender Bauart EW2

Nachdem der Betrieb der Kondensationslokomotiven durch den Einsatz von Diesel- und Elektrolokomotiven überflüssig geworden war, wurden diese wegen der höheren Betriebskosten zwischen 1973 und 1980 alle bis auf drei von den Werkstätten in Salt River, Kapstadt zu Lokomotiven der Klasse 25 NC umgebaut. Dabei wurde das Saugzuggebläse in der Rauchkammer durch ein Blasrohr ersetzt und die Kondensationseinrichtung auf dem Tender durch einen größeren Wassertank ersetzt. Um die durch den Wegfall der Kondensationseinrichtung fehlende Versteifung des langen Gussrahmens auszugleichen, erhielt der Tender einen Wassertank mit einer halbrunden Decke und eine zusätzliche dreieckige Versteifung in der Verlängerung der Kohlenbunkerseite, die über die Mitte des Tenderrahmens hinausreichte. Die umgebauten Tender wurden als Bauart EW2 bezeichnet. Das eigentümliche Aussehen der EW2-Tender brachte den Lokomotiven in Afrikaans den Spitznamen Worshond ‚Dachs‘ ein.

## Ende des Betriebseinsatzes

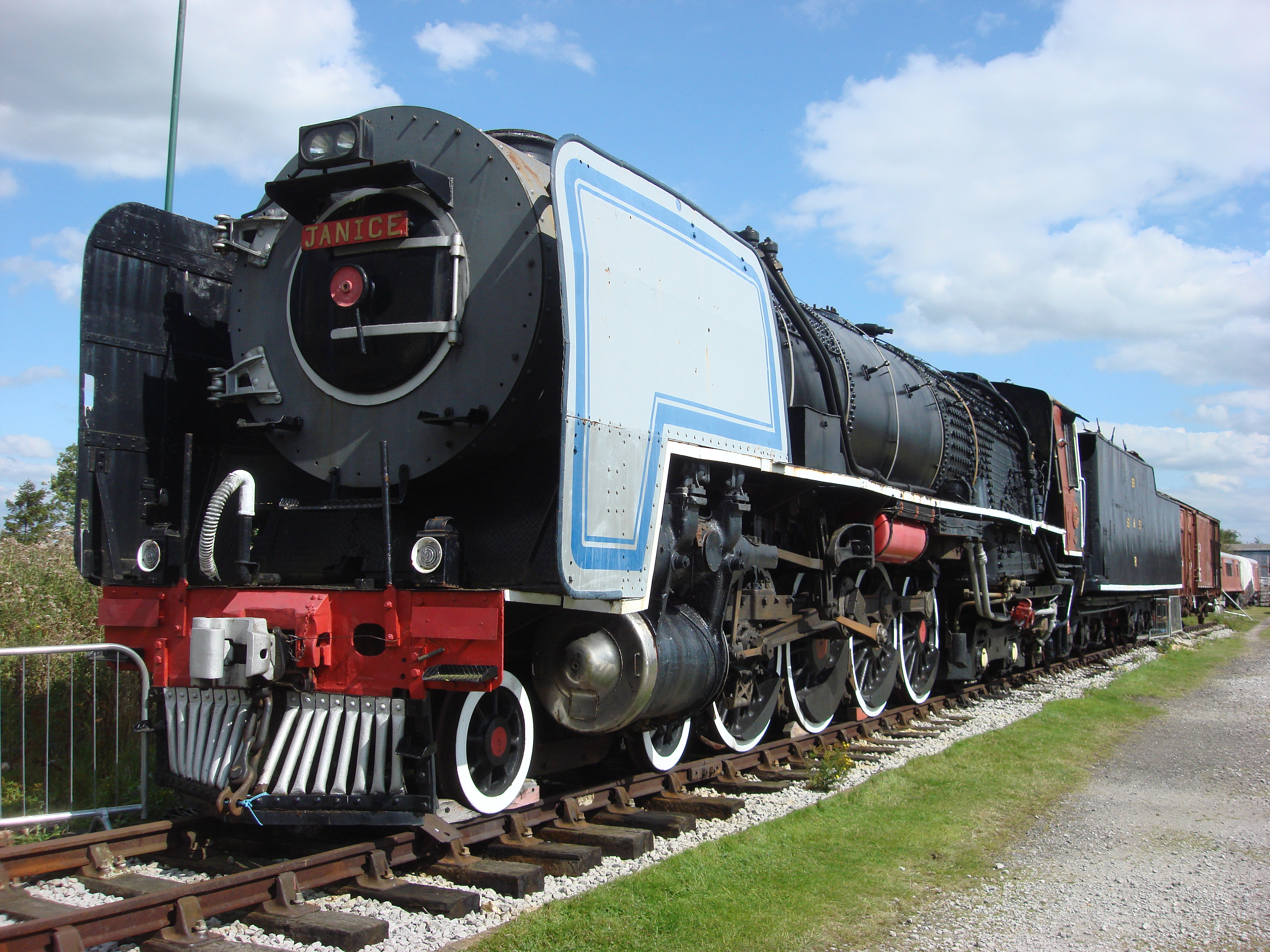
25 NC Nr. 3405 mit fehlender Kesselverkleidung

Die Lokomotiven der Klasse 25 NC gehörten zu den letzten auf Hauptstrecken eingesetzten Dampflokomotiven in Südafrika und waren bis Anfang der 1990er Jahre hinein im Planeinsatz.
Eine Lokomotive, die Nr. 3450, wurde 1981 in die Klasse 26 umgebaut. Das Ziel war eine deutliche Reduzierung des Wasser- und Kohlenverbrauchs bei gleichzeitiger Erhöhung der Leistung. Es blieb jedoch bei diesem einen Umbau, da sich auch in Südafrika das Ende des Dampflokbetriebs abzeichnete. Diese Lokomotive, nach ihrer roten Farbgebung „Red Devil“ genannt, gilt als eine der modernsten Dampflokomotiven der Welt.
25 der Lokomotiven sind, zum Teil betriebsfähig (2023: 3437 und 3482), noch heute erhalten, wobei die letzte Fahrt einer der beiden nicht umgebauten Kondenslokomotiven (Nr. 3511) im Jahr 1992 stattfand. Die Lokomotive wird aber bis heute museal erhalten. Lok Nr. 3405 wurde 1991, kurz nach ihrer Ausmusterung, zurück nach England gebracht und steht im Buckinghamshire Railway Centre in der Nähe von Aylesbury (siehe Bild).

## Technik
Die Klasse 25, war abgesehen von dem aus der Klasse 25 umgebauten Einzelstück der Klasse 26, der „Red Devil“, die letzte neue Dampflokomotive, die von der SAR entworfen wurde. Obwohl die Lokomotiven für die im südlichen Afrika vorherrschende Kapspur gebaut wurden, waren sie schwerer und leistungsfähiger als fast alle Normalspur-Dampflokomotiven außerhalb Nordamerikas. Die Hauptstrecken der SAR waren damals für eine Achslast von ca. 20 t ausgelegt; dementsprechend konnten die Northern-Lokomotiven mit der Achsfolge 2’D2’  eine Leistung von ca. 2500 kW und hohe Zugkräfte entwickeln.
Die Lokomotiven entsprachen dem neuesten Stand der Technik und verfügten über Stahlgussrahmen, Rollenlager an allen Achsen und Stangen, Stoker und eine Dampfumsteuerung. Der Treibraddurchmesser betrug fünf Fuß (1524 mm), so dass die Lokomotiven sowohl für Personen- als auch für Güterzüge eingesetzt werden konnten. Sowohl die Kondensationstender als auch die konventionellen Tender hatten zwei dreiachsige Drehgestelle, wobei die Kondensationstender deutlich länger waren.
Die Gebläse- und Lüfterturbinen wurden mit dem Abdampf betrieben, dem dabei noch eine Leistung von ca. 125 kW entnommen wurde. Der aus den Sicherheitsventilen austretende Dampf wurde ebenfalls der Kondensation zugeführt. Das Abdampfrohr von den Zylindern zum Tender verlief wie bei der Baureihe 52 auf der linken Seite der Lokomotive.
Die Rauchkammern waren selbstreinigend („self-cleaning front end“), wobei die Gasführung dafür sorgte, dass sich die Lösche nicht absetzen konnte, sondern zusammen mit den Abgasen aus dem Schornstein ausgeblasen wurde.